# Bryophaenocladius illimbatus
Bryophaenocladius illimbatus är en tvåvingeart som först beskrevs av Edwards 1929.  Bryophaenocladius illimbatus ingår i släktet Bryophaenocladius och familjen fjädermyggor. Arten har ej påträffats i Sverige. Inga underarter finns listade i Catalogue of Life.